# Dysschema amphissa
Dysschema amphissa là một loài bướm đêm thuộc phân họ Arctiinae, họ Erebidae.